# Castel Sant'Angelo
Pour les articles homonymes, voir Château Saint-Ange.
Castel Sant'Angelo est une commune de la province de Rieti dans le Latium en Italie.

## Histoire
Sur le territoire de la commune se trouve le site de l'antique station thermale romaine d’Aquae Cutiliae, où mourut l'empereur Vespasien en 79 et où naquit, selon certaines sources, l'empereur Titus. Il subsiste des vestiges assez importants des thermes romains.

## Administration
| Période                                  | Période  | Identité       | Étiquette    | Qualité |
| ---------------------------------------- | -------- | -------------- | ------------ | ------- |
| 14 juin 2004                             | En cours | Paolo Anibaldi | Lista Civica |         |
| Les données manquantes sont à compléter. |          |                |              |         |

### Hameaux
Canetra, Mozza, Pagliara, Paterno, Piedimozza, Ponte Alto, Ponte Basso, Ponte Santa Margherita, Terme di Cotilla, Vasche, Ville

### Communes limitrophes
Borgo Velino, Cittaducale, Micigliano, Rieti

### Évolution démographique
Habitants recensés